# Beatriz Luengo
Pour les articles homonymes, voir Luengo.
Beatriz Luengo González (née le 23 décembre 1982 à Madrid), est une actrice, danseuse et chanteuse espagnole.

## Biographie
Née dans une famille modeste, sa mère, Maria Angelines est assistante de pharmacie tandis que son père, Juan Luengo est charpentier. Sa grand-mère est une chanteuse de flamenco. La famille n'ayant pas d'argent, Beatriz Luengo passe de nombreuses vacances d'été dans un camping de la périphérie de Madrid où elle habite. Très intéressée par les arts du spectacle, ses parents font des sacrifices pour lui permettre de faire les études qu'elle souhaite. Elle prend sept ans de cours de ballet ainsi que des cours de chant et de théâtre à l'adolescence. À douze ans, Beatriz Luengo signe un premier contrat avec une maison de disques et joue en parallèle dans plusieurs comédies musicales.
Elle est également la directrice de sa propre école de danse située à Madrid.

### Vie privée
Depuis septembre 2003, Beatriz Luengo partage la vie du chanteur, rappeur et acteur cubain Yotuel Romero, qu'elle a rencontré sur le tournage de la série Un, dos, tres la même année. Ils se marient le 16 novembre 2008 et ont deux enfants : DiAngelo Romero (né le 20 août 2015) et Zoë Romero (née le 11 avril 2021). Ils se marient pour la deuxième fois le 16 novembre 2021 à Las Vegas, soit treize ans après leur premier mariage. Beatriz Luengo a un beau-fils, Yotuelito (né en 2000), issu d'une précédente union de son mari.

## Carrière

### Un, dos, treset UPA Dance
En 2002, elle est engagée dans le rôle de Lola Fernández dans la série espagnole Un, dos, tres, quelques semaines après que le label Universal lui a proposé un contrat pour un premier album. Avec plusieurs acteurs de la série Un, dos, tres, Pablo Puyol (Pedro), Miguel Ángel Muñoz (Roberto), Silvia Marty (Ingrid) et Mónica Cruz (Silvia), Beatriz forme le groupe musical UPA dance. Le groupe vend près d'un million d'exemplaires de leur premier album, UPA Dance  en 2003. UPA Dance fait plusieurs tournées en Espagne mais le groupe finit par se dissoudre avec le départ des acteurs de la série.
Des années après la dissolution du groupe, Beatriz Luengo avoue qu'elle regrette d'avoir participé au groupe.

### Carrière solo
Beatriz Luengo sort son premier album solo Mi generación en Espagne en 2005. Très différents du style d'UPA Dance, elle a des difficultés à trouver une maison de disque. Malgré l'exploitation de deux singles Mi generacion et Hit lerele, l'album ne rencontre pas le succès espéré en Espagne. Elle décide alors de quitter l'Espagne et part pour Paris et chante dans un bar de la capitale française. Une nouvelle version de son premier album sort alors en France sous le nom de BL en 2006 avec un ordre de chansons différents. Cette fois-ci, le succès est au rendez-vous et le disque se vend à 130 000 exemplaires. Cet album lui permet de recevoir le European Border Breakers Award pour l'Espagne en 2006.
Son 4e album, Bela y sus Moskitas Muertas est nommé aux Latin Grammy Awards 2013 dans la catégorie du Meilleur album Pop.
En 2016, elle compose la chanson La mordididta pour Ricky Martin, qui recevra le Grammy Awards du Meilleur album de musique latino. Elle a aussi composé des musiques pour les groupes CNCO et CD9 ainsi que pour Diego Torres, Ha*Ash, Chayanne et Thalía.
Après plusieurs années en Amérique, elle retourne en Espagne en 2017 pour participer à l'émission Tu cara me suena où des personnalités doivent imiter des chanteurs célèbres et échoue en finale. L'année suivante, son producteur la propose comme répresentante pour l'Espagne au Concours Eurovision de la chanson 2017 mais le jury refuse, considérant qu'elle n'est pas conforme au « profil » recherché.
En 2019, elle fait partie du jury chargé de sélectionner le représentant de la France au Concours Eurovision de la chanson 2019 lors de l'émission Destination Eurovision.
Quelques mois plus tard, elle publie un essai sur des muses de grands artistes tombées dans l'oubli intitulé El despertar de las musas. Dans une interview, elle explique que ces femmes ont « toutes été éclipsées par la figure d'un génie » et ajoute comme exemple : « Mon père ne sera jamais le mari d'Angelines et ma mère sera toujours la femme de Juan Luengo ».
En mars 2021, elle reprend sa propre version de Patria y vida, un vidéo clip pour promouvoir la liberté à Cuba . Elle réalise le documentaire Patria y Vida: The Power of Music qui reçoit le prix du meilleur documentaire au festival du film de Los Angeles en 2023 ,.

## Discographie
- Mi Generación (2005) : no 20 en Espagne, no 4 en France (fnac)
  - Mi Generación (2005) : no 9 en Espagne (Airplay)
  - Go Away (2005) : no 1 sur iTunes
  - Hit Lerele (2005) : no 14 en France (90,000 Disque d´or)
  - Escape    (2005)
- BL (2006) : no 7 en France ; no 58 en Europe, disque d'or plus de 130 000 ventes
  - Hit Lerele (2006) : no 14 en France (90 000 ventes); no 47 en Europe
- Carrousel (2008) : no 25 en Espagne (24 semaines au classement)
  - Pretendo Hablarte (2008) : no 4 en Espagne / no 2 Airplay Espagne ; no 1 Espagne Los 40 (plus de 40 000 ventes : disque de Platine)
  - Dime (feat Pitingo) (2009) : no 10 en Espagne; no 2 Airplay Espagne / no 38 Airplay Europe (plus de 20 000 ventes : disque d´or) .
  - Y Solo Fui (2009)
  - Se Llama Amistad (2010) (BO de la Fée clochette et le trésor perdu)
- Mestizaje (2010) (cd & dvd live en production)
  - Cicatriz (2010)
- Bela y sus moskitas muertas (2011)
  - Como tú no hay 2 (2011) no 36 en Espagne; no 
  -  Sin Ti  (2013) Featuring Pitbull, Dyland & Lenny
- Cuerpo y Alma (2018) : nº 4 en Espagne

## Filmographie
Sauf indication contraire, les informations mentionnées dans cette section peuvent être confirmées par la base de données cinématographiques IMDb,  présente dans la section « Liens externes ».

### Films
- 2001 : Pasión Adolescente : Mónica
- 2009 : La Hija de la Aurora
- 2009 : TinkerBell And The Lost Treasure
- 2009 : Supreens

### Comédies musicales et publicités
- La Magie de Broadway
- La Magie de Broadway II
- Hermanos de sangre
- Jekyl & Hyde
- Peter Pan
- Grease
- Annie

### Télévision
- 1993 - 1995 : El circo de Rita y Miliki
- 2000 : Policías, en el Corazon de la Calle (1 épisode) : Toñi
- 2000 : Periodistas (1 épisode) : Candela
- 2001 : Noche de fiesta
- 2001 : Robles, Investigador (1 épisode)
- 2001 : El Comisario (2 épisodes)
- 2002-2005 : Un, dos, tres : Dolores « Lola » Fernández
- 2007 : Empieza el espectáculo
- 2007 : Desafío Bajo Cero
- 2009 : La hora de José Mota (1 épisode)
- 2018 : Paquita Salas (1 épisode) : Beatriz
- 2022 : Un, dos, tres : Historias de UPA : Dolores « Lola » Fernández (1 épisode)
- 2023 : Un, dos, tres : Nouvelle génération : Dolores « Lola » Fernández

## Récompenses
- 2006 : European Border Breakers Award pour l'Espagne[2].